# Riu Iug
El riu Iug (en rus Юг, que significa «sud») és un afluent del Dvinà Septentrional. Té una longitud de 574 km i una conca de 35.600 km² (semblant en extensió a països com Taiwan o Moldàvia). Passa per l'óblast de Vólogda, a Rússia.

## Geografia
Neix prop de Nikolsk, a la província de Vólgoda, i flueix en direcció general sud-nord. Els rius Iug i Súkhona uneixen les seves aigües prop de Veliki Ústiug per formar el Dvinà Septentrional. És de règim nival de plana. Es glaça d'octubre a abril.

## Afluents
Els seus afluents principals són:
- Riu Luza (dreta), el més important, amb una longitud de 574 km, un cabal de 117 m³/s i una conca de 18.300 km²
- Riu Xàrjenga (esquerra), amb una longitud de 183 km, un cabal de 14 m³/s i una conca de 1.500 km²
- Riu Kítxmenga (esquerra), amb una longitud de 208 km, un cabal de 18,8 m³/s i una conca de 2.330 km²
- Riu Puixma (dreta)